# Романов, Николай Романович
Никола́й Рома́нович Рома́нов (26 сентября 1922, Антиб — 15 сентября 2014, Тоскана) — праправнук по мужской линии российского императора Николая I (ветвь «Николаевичей» рода Романовых). Итальянский общественный деятель русского происхождения, меценат, писатель и историк. С 1992 по 2014 год — Глава Дома Романовых, Объединения членов рода Романовых.  С 1989 по 2014 год — Президент Объединения членов рода Романовых. Использовал титул Князя Крови Императорской или Его Высочества Князя, каковое титулование не признавалось ветвью Кирилловичей.

## Происхождение и детство
Праправнук императора Николая I. Родился 26 сентября 1922 года во французском Антибе, где в эмиграции находились его родители. Был старшим ребёнком в семье князя императорской крови Романа Петровича (1896—1978) и княгини Прасковьи Дмитриевны, дочери графа Дмитрия Сергеевича Шереметева (1869—1943). По отцовской линии был внуком Великого князя Петра Николаевича (1864—1931) и черногорской княжны Милицы Петрович-Негош (1866—1951). В 1926 году у Николая появился младший брат — Димитрий. 
По признанию Николая Романовича, всё его окружающее в детстве было настолько русским, что он осознал, что живёт не в России, а во Франции лишь к шести годам. В семье использовали юлианский календарь, и с детства он говорил на русском и французском языках.

## Образование и Вторая мировая война
Получил частное начальное образование во Франции. В 1936 году семья переехала в Италию, для получения лучшего образования. С 12 лет Николай Романович мечтал стать морским офицером, однако у него появились признаки близорукости, и надежда на флотскую карьеру исчезла.
В начале Второй мировой войны с родителями жил в Риме в резиденции короля Виктора Эммануила III, супруга которого Елена Черногорская была сестрой его бабушки. Тогда же окончил гуманитарную академию по классической программе. В 1942 году отверг предложение руководства Италии стать королём оккупированной итальянцами Черногории (выбор его кандидатуры обуславливался тем, что князь был потомком Милицы, сестры итальянской королевы Елены, и следовательно потомком черногорского короля Николы). После того как король Виктор Эммануил в сентябре 1943 года бежал из Рима, вместе с семьёй в течение 9 месяцев скрывался от фашистов и немцев; его бабушке, великой княгине Милице Николаевне пришлось скрываться в Ватикане.
С июля 1944 года работал в британо-американском Управлении психологической войны (англ. Psychological Warfare Division) и в информационной службе США (англ. United States Information Service).

## После войны
По совету короля Умберто II, семья уехала из Италии в Египет в 1946 году. В Египте Николай занимался торговлей табаком, затем работал в страховой компании. Вернувшись в Европу в 1950 году, работал в Риме в Austin Motor Company до 1954 года.
«Войну Николай Романович провёл в Италии, поскольку его бабка и её сестра были близкими родственницами итальянского короля. Всё было хорошо, пока немцы не оккупировали Италию; тогда бабке пришлось искать убежища в Ватикане, а остальных членов семьи укрыли швейцарцы. Когда в Италию вошли союзники, юного князя наняли „мальчиком на побегушках“ при расквартировании. После нескольких лет он вместе с роднёй уехал в Египет и там работал на подобных должностях, „потому что я был послушным сыном и по глупости делал то, что велел отец, а не учился“. По возвращении в Италию он женился на красивой и богатой итальянской графине Свеве делла Герардеска, предварительно доказав её отцу, что может сам прокормить себя, опять-таки административной работой. Вскоре брат жены погиб в автомобильной катастрофе, и тесть, только что заставивший князя Николая поступить на службу, приказал ему уволиться и заменить погибшего шурина в качестве управляющего родовым имением».
По смерти своего шурина, в 1955 году стал управляющим бизнеса семьи своей жены — большой фермы в Тоскане; до 1980 года занимался разведением скота (кьянины) и виноделием. В 1982 году продал ферму и с женой переехал в Ружмон. В 1988 году принял итальянское гражданство (до того был лицом без гражданства). Исследователь истории флота, в 1987 году выпустил книгу о русских броненосцах. Владел французским, русским, итальянским и английским языками, читал по-испански.
«У него несомненный художественный талант, как и у его отца и деда; в итальянском издательстве вышла с его собственными иллюстрациями абсурдная фантастическая повесть, которую он написал двадцать лет назад: речь в ней идёт об одном причудливом, совершенно круглом судне, действительно существовавшем в царском русском флоте, которое по сюжету заблудилось и плывёт через весь двадцатый век, не подозревая о том, что произошло в России», пишет исследователь Романовых.

## Общественная деятельность
В 1989 году возглавил Объединение членов рода Романовых, был вновь избран председателем его комитета на съезде Романовых в Петергофе 18 июля 1998 года и повторно в 2007 году. Главную роль руководимого им объединения Николай Романович видел в сохранении единства рода, пропаганде его исторических традиций и просветительской деятельности. Выступил инициатором съезда мужчин-Романовых в июне 1992 года в Париже. На съезде был создан Фонд Романовых для России, который возглавил его брат Димитрий Романович, помогающий детским домам, приютам и больницам в России и странах СНГ. Николай Романович впервые побывал в России в июне 1992 года, когда он выступал в качестве гида для группы предпринимателей.
Появлялся в средствах массовой информации и документальных фильмах, давая интервью о Романовых, так в 2003 году, в датском документальном фильме «En Kongelig familie», в 2007 году на телеканале France 3 в фильме «Un nom en héritage, les Romanov», в 2008 году в фильме «Призраки дома Романовых», в 2013 году в фильме «Романовы. Последние сто лет», а также в 2014 году в документальном фильме производства ZDF «Королевские династии: Романовы». В 1999 году документальный фильм о его жизни был подготовлен российским телеканалом НТВ, а в 2011 году французский режиссёр Жиль Вюиссо снял документальный фильм о Николае Романовиче под названием «Николай Романов. Обретённая Россия». В фильме праправнук императора Николая I делится воспоминаниями о вынужденном переезде семьи Романовых в Европу, детстве в эмиграции. Особый интерес представляют размышления Николая Романовича о России, её истории, своём видении её политического устройства и места на международной арене, наконец — об эволюции своего отношения к далёкой Родине.
В 1998 году присутствовал во главе рода Романовых на церемонии погребения в Петропавловском соборе Санкт-Петербурга останков, Николая II, членов его семьи и слуг. Был одним из инициаторов перезахоронения вдовствующей императрицы Марии Фёдоровны, супруги Александра III, и во главе потомков Дома Романовых присутствовал на всех траурных мероприятиях в Копенгагене и Петербурге. Собирал информацию обо всех членах династии, обладает огромным архивом и по существу стал фамильным историком Дома Романовых. Отрицал права на престол М. В. Романовой. В 2000 году передал в дар Государственного Музея Эрмитаж знамя русской армии, когда-то принадлежавшее великому князю Николаю Николаевичу. В декабре 2012 года на аукционе в Женеве Николай Романович продал часть своего фамильного архива.
Со времени создания Ассоциации друзей Никольского собора в Ницце в 2010 году оставался её неизменным почётным президентом, поддерживая образование и укрепление прихода Русской православной церкви после восстановления Российской Федерацией права собственности на Никольский собор Ниццы.
В 2014 году поддержал аннексию Крыма Россией. Незадолго перед смертью, вместе с братом обратился к правительству России, с просьбой перезахоронить в Москве, в часовне в честь Преображения Господня на Братском воинском кладбище останков великого князя Николая Николаевича и великой княгини Анастасии Николаевны.

## Смерть и похороны
Николай Романович скончался 15 сентября 2014 года в Тоскане, не дожив одиннадцати дней до своего 92-го дня рождения. Церемония прощания прошла 17 сентября в присутствии родственников, представителей Российской Федерации и городских властей. Отпевание прошло в церкви святых Якова и Христофора. Церемонию отпевания совершили два священника из римского храма Святой великомученицы Екатерины Московского Патриархата. У подножия гроба лежал венок цветов российского триколора, а также многочисленные венки и живые цветы. Соболезнования президента РФ Владимира Путина передал семье усопшего посол России при Ватикане Александр Авдеев. Он же вручил телеграмму сочувствия, подписанную спикером Государственной думы РФ Сергеем Нарышкиным. Похоронили князя Николая Романовича в Пизе, в склепе графов делла Герардесок, родственников по линии супруги.

## Семья
21 января 1952 года в Архангело-Михайловской церкви в Каннах обвенчался с итальянской графиней Свевой делла Герардеска (род. 15 июля 1930). Гражданская церемония регистрации прошла 31 декабря 1951 года во Флоренции.
Княгиня Свева родилась в Тоскане, вместе с братом близнецом Манфреди (1930—1955) в семье графа Вальфредо делла Герардески (1894—1953) и его супруги графини Николетты, урождённой ди Пиколетти (1898—1970). По отцовской линии принадлежит к известному итальянскому аристократическому роду графов Делла Герардесок, известного ещё с X века и воспетого в известной поэме Данте «Божественная комедия». Через свою бабушку по материнской линии является потомком американского президента Мартина Ван Бюрена. Детство княгини Свевы прошло на семейной ферме в пригороде Тосканы, где её отец занимался разведением скота и виноделием. Получила частное домашнее воспитание вместе с братом. Во время вечеринки в Риме, в 1950 году познакомилась со своим будущим мужем князем Николаем Романовичем. У супругов в браке родилось три дочери:
Три дочери:
- Наталья Николаевна (род. 4 декабря 1952), муж — Джузеппе Консоло. Двое детей:
  - Энцо-Манфреди Консоло (1978—1997)
  - Николетта Консоло-Романова (род. 14 мая 1979) — итальянская актриса.
- Елизавета Николаевна (список) (род. 7 августа 1956), муж — Мауро Боначини. Двое детей:
  - Николо Боначини (род. 4 января 1986)
  - София Боначини (род. 21 декабря 1987)
- Татьяна Николаевна (список) (род. 12 апреля 1961), 1-й муж — Джанбаттиста Алессандри (разв.), 2-й муж — Джанкарло Тиротти. Дочь:
  - Аллегра Тиротти (род. 2 сентября 1992)

В зимнее время (в течение семи месяцев в году) вместе с супругой жил в швейцарском селении Ружмон (кантон Во); в остальное время года — в Италии с дочерьми.
Поскольку Николай Романович не имел сыновей, после его смерти главой дома Романовых стал его младший брат Димитрий (1926—2016), который не имел потомства. Со смертью Димитрия, мужская ветвь Николаевичей пресеклась, а главенство в доме Романовых перешло к представителю ветви Михайловичей Андрею Андреевичу Романову.
В 2022 году историком Иваном Матвеевым к 100-летнему юбилею со дня рождения Николая Романовича была опубликована его биография «Хранитель истории династии. Жизнь и время князя Николая Романова».

## Награды
- Кавалер ордена святого Петра Цетинского (Королевский дом Черногории)[24]
- Кавалер ордена Петровичей-Негошей (Королевский дом Черногории)[25]